# Akce Dünamünde
Akce Dünamünde byla operace zahájená nacistickými německými okupačními silami v lese Biķernieki nedaleko Rigy, Lotyšsko. Jejím cílem bylo popravit Židy, kteří byli nedávno deportováni do Lotyšska z Německa, Rakouska, Čech a Moravy. Tyto vraždy jsou někdy rozděleny na první akci Dünamünde, ke které došlo 15. března 1942 a druhou akci Dünamünde z 26. března 1942. V první akci bylo zabito kolem 1 900 lidí a ve druhé asi 1 840. Oběti byly lákány k smrti falešným slibem, že získají snadnější práci v (neexistujícím) zařízení nedaleko bývalého města Daugavgrīva (Dünamünde) v Lotyšsku. Místo převezení do nového objektu byli Židé odvedeni do lesa severně od Rigy, kde byli zastřeleni a pohřbeni v předem vykopaných hromadných hrobech. Mezi oběťmi převažovali staří lidé, nemocní a děti.

## Pozadí
10. února 1942 přibližná populace německých Židů Rigy v ghettu a koncentračním táboře činila: koncentrační tábor Jungfernhof 2 500; německé ghetto: 11 000; Salaspils: 1 300. Z lotyšských Židů bylo v lotyšském ghettu asi 3 500 mužů a 300 žen. V prosinci roku 1941 se Kurt Krause, kterého autor Max Kauffman popisuje jako „lidožrouta“, stává německým velitelem ghett v Rize. Krause byl bývalý policejní detektiv v Berlíně. Jeho asistentem byl Max Gymnich, příslušník gestapa z Kolína nad Rýnem.
Krause a Gymnich používali psy, aby jim pomohli prosadit jejich příkazy. Lotyšský židovský přeživší zvaný Joseph Berman byl zaznamenán, jak uvádí o Gymnichovi následující:
Gymnich osobně vybral oběti k deportaci, což znamenalo jistou smrt. A proto jméno "Himmelsfahrtskommando - Komando nanebevstoupení." Věděl, že nikdy nedosáhnou jejich domnělého cíle Dunamende nebo továrnu na rybí konzervy v Bolderaa. Gymnich byl nadporučík Krauseho řidiče a později podporučík Roschmannova řidiče.

Celkem bylo z Říše do Rigy deportováno 20 057 Židů. 10. února jich zůstalo naživu jen 15 000. Mnozí z nich byli zavražděni hned po příjezdu. Jak k tomu došlo, nebylo lidem přijíždějícím dalším transportem známo. Podle německého pozůstalého z ghetta, Gertruda Schneidera, si obyvatelé ghetta neuvědomili, kolik německých Židů bylo po deportaci zabito. Zůstali v domnění, že deportace a nucené práce byly nejhorší věcí, která se jim mohla stát:
I z historického hlediska se naděje pro pozůstalé nezdály tak špatné. Pokud jde o vězně z německého ghetta, nevěděli, že čtvrtina z nich už byla vyhlazena. Bylo jim jasné, že byli „přesídleni“ kvůli nuceným pracím a byli schopni s touto myšlenkou žít. V souladu s tím, že doufali, že jejich síla bude trvat do konce války, usadili se v ghettu a začali ho považovat za svůj domov.

## Akce Dünamünde
V březnu roku 1942 nacistické úřady rozhodly, že je německé ghetto moc přeplněné a zorganizovaly masakr, který se jmenoval "Akce Dünamünde". (Slovo „akce“ byl eufemismus použitý Němci, aby popsali masové střílení a později bylo toto slovo pochyceno samotnými vězni.) Nacisté jednotlivým skupinám v německém ghettu nařídili, aby připravily seznam 60–120 lidí pro další přesídlení. Berlínská skupina musela jmenovat 600 lidí. Nacisté informovali Judenrat, že lidé, kteří nebyli schopni pracovat, staří, nemohoucí nebo matky s dětmi, by měli jít do městečka Dünamünde, kde budou pracovat při zpracovávání ryb. To byla lest sestavena Obersturmführerem Gerhardem Maywaldem. Městečko Dünamünde neexistovalo již po několik desetiletí. Tato lest však měla úspěch, mnoho lidí tam toužilo jít. Přestože Němci vyzvali pouze 1500 lidí, 15. března 1941 se v ulicích ghetta shromáždilo okolo 1900 Židů, stejně jako při masakru v Rumbule tu byla spousta rodičů s malými dětmi. Nedošlo k žádnému přesídlení. Místo toho byli lidé převezeni do lesa Biķernieki na sever od Rigy, kde byli zastřeleni a pohřbeni v hromadných neoznačených hrobech.
26. března 1941 byl použit stejný trik v koncentračním táboře Jungfernhof proti starým německým Židům. Velitel tábora, Rudolf Seck, nepovolil mladým lidem v produktivním věku, aby šli s rodiči. Celkem bylo z Jungfernhofu přesídleno 1840 lidí, a to znovu do lesa Biķernieki, kde byli postříleni jako němečtí Židé z ghetta o 11 dní dříve. Tato metoda byla navržena neblaze proslulým masovým vrahem Fridrichem Jackelnem a nazývána „balením sardinek“. Historikové Richard L. Rubenstein a John K. Roth popisují Jeckelnův systém:
Na západní Ukrajině SS General Friedrich Jeckeln zpozoroval, že náhodné uspořádání mrtvol znamenalo neefektivní využití pohřebního prostoru. Bylo vykopáno více hrobů než je nezbytně nutné. Jeckeln problém vyřešil. Jednomu ze svých kolegů řekl: „Dnes je vyskládáme jako sardinky“. Jeckeln nazval své řešení jako Sardinenpackung (balení sardinek). Když byla použita tato metoda, oběti vlezly do hrobu a lehly si na dno. Byla na ně spuštěna křížová palba. Poté byla do hrobu uložena další várka obětí, byla umístěna na mrtvoly v uspořádání „hlava k noze“. I tyto oběti byly postříleny křížovou palbou shora. Postup pokračoval do té doby, než byl hrob plný. "

Zabijáci donutili oběti, aby si lehly obličejem k zemi, nebo častěji k právě popraveným. Lidé nebyli zasypaní střelami. Kvůli ušetření munice byl každý střelen jen jednou do temene hlavy. Každý, kdo nebyl úplně zabit, byl pohřben zaživa po zakrytí jámy. Po válce, kdy stála řada velitelů Einsatzgruppen před Norimberským soudem v případu Einsatzgruppen, soud konstatoval, že „žalovaný ani nevyloučil možnost, že se oběť mohla mrtvou pouze zdát, protože byla v šoku nebo dočasném bezvědomí.“ V takových případech byli oběti nevyhnutelně pohřbívány zaživa."

## Následky
Co se stalo s Židy z německého ghetta bylo známo 16. a 17. března, kdy se do ghetta vrátilo několik vozů s osobními věcmi lidí, kteří byli zavražděni. Jejich oděv byl zablácený a nesl známky toho, že byl rychle svlečen, např.: punčochy byly ještě připojené k podvazkům. Tyto věci byly rozstříděny a vyčištěny, mnoho z nich bylo rozpoznáno podle jmenovek a dalších indicií.

### Historiografie
- Angrick, Andrej, and Klein, Peter, Die "Endlösung" in Riga. Ausbeutung und Vernichtung 1941 - 1944, Darmstadt 2006. ISBN 3-534-19149-8
- Ezergailis, Andrew, The Holocaust in Latvia 1941-1944—The Missing Center, Historical Institute of Latvia (ve spolupráci s United States Holocaust Memorial Museum) Riga 1996. ISBN 9984-9054-3-8
- Kaufmann, Max, Die Vernichtung des Judens Lettlands (The Destruction of the Jews of Latvia), Munich, 1947, anglický překlad Laimdotou Mazzarins je k dispozici online na Churbn Lettland -- The Destruction of the Jews of Latvia (všechny odkazy v tomto článku jsou na čísla stránek v on-line vydání)
- Rubenstein, Richard L., and Roth, John K., Approaches to Auschwitz, Louisville, Ky. : Westminster John Knox Press, 2003. ISBN 0664223532
- Schneider, Gertrude, Journey into terror: story of the Riga Ghetto, (2d Ed.) Westport, Conn. : Praeger, 2001. ISBN 0275970507

### Osobní záznamy
- Abstract: Berman, Joseph, "Ascension Commando"; testimony against Max Gymnich, 1 Dec 1947, poskytovaný bývalému Sdružení pobaltských Židů, úplný text je k dispozici online na Weiner Library, Document 057-EA-1222

### Souzení válečných zločinů a důkazy
- Trials of War Criminals before the Nuernberg Military Tribunals under Control Council Law No. 10, Nuernberg, October 1946 - April 1949, Volume IV, ("Green Series) (the "Einsatzgruppen case") rovněž k dispozici na Mazel library Archivováno 7. 2. 2012 na Wayback Machine. (dobře indexovaná HTML verze)